# Кромптон, Ричмал
Ричмал Кромптон (15 ноября 1890, Ланкашир — 11 января 1969, Большой Лондон) — английская писательница.
Мальчик Уильям Браун и его три друга, Джинджер, Дуглас и Генри — это герои 39 классических книг для юных читателей. Первая книга об Ульяме «Именно Уильям» вышла в свет в 1922.